# Rostryggig minla
Rostryggig minla (Leioptila annectens) är en asiatisk fågel i familjen fnittertrastar inom ordningen tättingar.

## Utseende
Rostryggig minla är en 18 cm lång fnittertrast. Den har svart hjässa och vitt på strupe och bröst. Den svarta nacken är vitstreckad. Rygg och övergump är roströda och stjärten svart med vit spets.

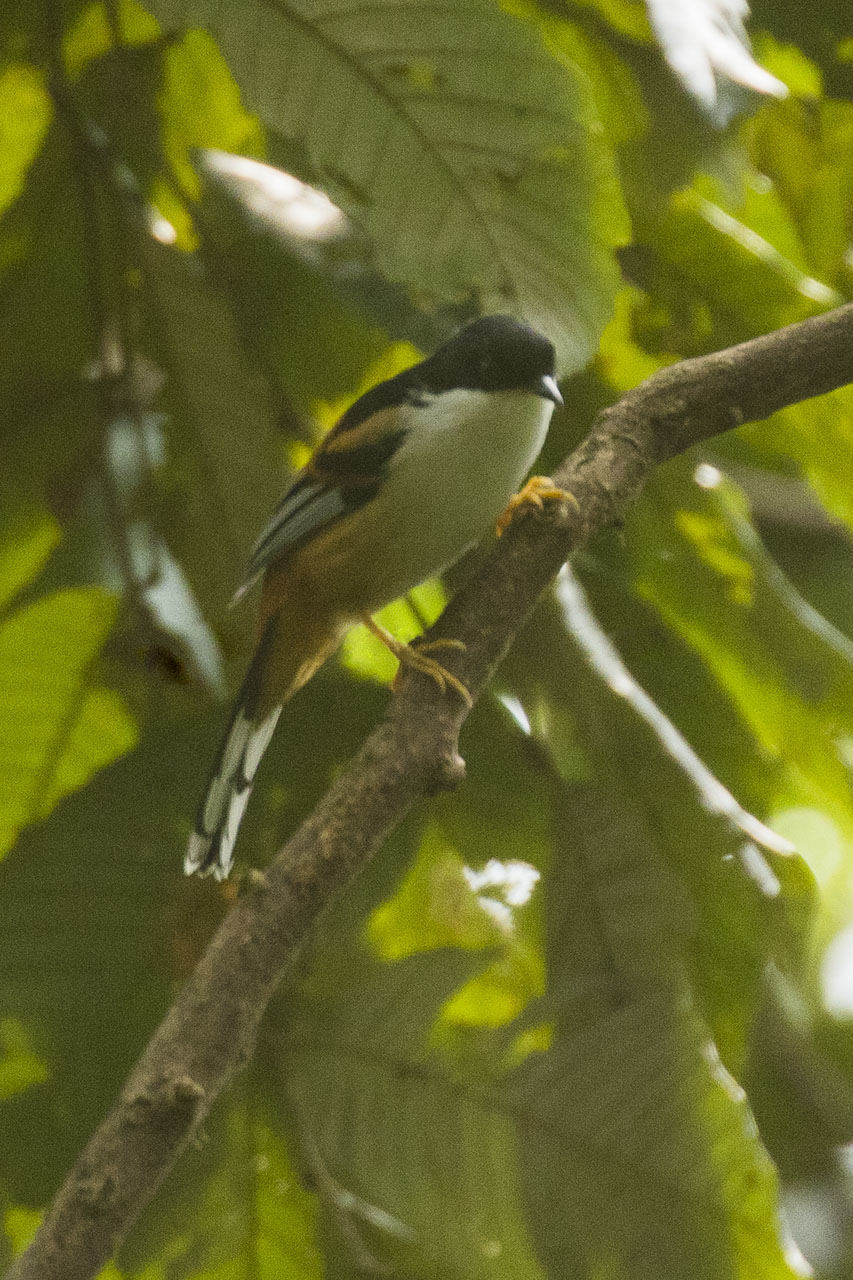

## Utbredning och systematik
Rostryggig minla delas in i fem underarter med följande utbredning:
- Leioptila annectens annectens – Sikkim till Bhutan, Assam, nordvästra Myanmar och västra Yunnan
- Leioptila annectens saturata – sydöstra Burma till nordvästra Thailand
- Leioptila annectens mixta – sydöstra Burma till sydvästra Yunnan, norra Thailand, norra Laos och nordvästra Tonkin
- Leioptila annectens roundi – centrala Vietnam (Kon Tum-provinsen)
- Leioptila annectens eximia – södra Vietnam (Đà Lạt-platån)

Ofta urskiljs även underarten davisoni med utbredning i södra Burma och västra Thailand.

### Släktestillhörighet
Rostryggig minla placerades tidigare traditionellt bland sibiorna i Heterophasia och kallades då rostryggig sibia. Genetiska studier visar dock att den istället är systerart till rödstjärtad minla (Minla ignotincta). Idag förs den därför oftast till ett eget släkte, Leioptila’’.

## Levnadssätt
Rostryggig minla hittas i städsegrön lövskog, delvis även i blandskog, huvudsakligen på mellan 1000 och 2650 meters höjd, men i Indien lokalt ner till 215 meter. Den födosöker enstaka, i par eller i smågrupper med upp till sex fåglar, vanligen på medelhög och hög nivå bland mossor, lavar och barksprickor, på jakt efter insekter och frön. Den ses ofta i artblandade flockar, tillsammans med exempelvis vitbukig kutia och blåstjärtad bandvinge.

### Häckning
Fågeln häckar april–juni. Den bygger en kompakt boskål av mossa, rötter, löv och gräs som placeras på en trädgren två till sex meter ovan mark. Däri lägger den två till fyra ägg.

## Status och hot
Arten har ett stort utbredningsområde och en stor population, men tros minska i antal till följd av habitatförstörelse och fragmentering, dock inte tillräckligt kraftigt för att den ska betraktas som hotad. Internationella naturvårdsunionen IUCN kategoriserar därför arten som livskraftig (LC).